# Мурсалім
Мурсалі́м (каз. Мүрсәлім) — село у складі Аксуатського району Абайської області Казахстану. Входить до складу Кокжиринського сільського округу.
Населення — 7 осіб (2021; 96 у 2009, 97 у 1999, 162 у 1989).
Національний склад станом на 1989 рік:
- казахи — 100 %